# 인바 물라
인바 물라 (알바니아어: Inva Mula, 1963년 6월 27일 ~ )는 알바니아인 오페라 리릭 소프라노이다. 그녀는 어린 나이부터 소프라노 경력을 시작하였다. 그녀의 부친 (아브니 물라) 그리고 모친 *니나 물라) 모두 오페라 가수였다. 그녀는 영화 제5원소에서 디바 플라바라구나의 목소리를 녹음한 인물로도 잘 알려져 있다.

## 같이 보기
- 제5원소